# Le Voyage d'Hector ou la Recherche du bonheur
Le Voyage d'Hector est un roman de l'écrivain français François Lelord. Il raconte l'histoire d'un psychiatre, Hector, qui fait un voyage autour du monde pour découvrir ce qu'est le « bonheur ». Le thème principal du roman est donc le bonheur, et comment on le trouve.

## L'histoire
« Il était une fois un jeune psychiatre qui s’appelait Hector et qui n’était pas très content de lui. » - avec ces mots le roman commence. Hector se demande pourquoi il n’arrive pas à rendre les gens heureux et c’est la raison pour laquelle il fait le tour du monde pour chercher le bonheur. Il note toutes ses leçons dans un petit carnet (que vous trouverez à la fin d’article). Tout d’abord, Hector part pour la Chine pendant que sa petite copine Clara reste à la maison.
Hector se rendra dans une "grande ville chinoise au bord de la mer", où il retrouvera un ami d'enfance devenu un "trader" surmené, puis dans un pays africain en plein chaos (en fait les initiés reconnaîtront Haïti) puis dans "le pays du plus" (le plus de psychiatres, le plus de piscines, le plus de bombardiers stratégiques, le plus de tartes au pommes, le plus de prix Nobel...) où il rencontrera un grand spécialiste du bonheur à qui il montrera son petit carnet.
Car au cours de son voyage, Hector ne cessera de faire des rencontres, une jeune chinoise, un vieux moine, un homme d'affaires, des enfants des rues, un boss de la drogue, un médecin humanitaire, une jeune femme haïtienne... qui lui donneront chacun un aperçu du bonheur, et lui inspireront une nouvelle "leçon de bonheur" qu'il notera sur son petit carnet. Ex: Leçon de bonheur n°4: parfois le bonheur c'est de ne pas comprendre.
"Hector retournera voir le vieux moine en haut de la montagne, qui lira aussi son carnet et lui donnera un aperçu différent sur la recherche du bonheur.
Et puis il reviendra auprès de Clara et "ils se marièrent, vécurent heureux, et eurent un petit garçon qui devint psychiatre comme son papa."

## Sommaire
1. Hector n’est pas content de lui
2. Hector se pose des questions
3. Hector fait une découverte importante
4. Hector part pour la Chine
5. Hector fait un bon dîner
6. Hector s’approche du bonheur
7. Hector est malheureux
8. Hector s’approche de la sagesse
9. Hector fait une découverte
10. Hector n’est pas amoureux
11. Hector retrouve un bon copain
12. Hector rend service
13. Hector prend des leçons de malheur
14. Hector apprend une nouvelle leçon
15. Hector comprend mieux le sourire des enfants
16. Hector n’a plus une vie tranquille
17. Hector médite sur sa mort
18. Hector est malin
19. Hector fait la fête
20. Hector prend de l’altitude
21. Hector fait un peu d’histoire et de géographie
22. Hector rêve
23. Hector va à la plage et fait du calcul
24. Hector se renseigne sur la vie de famille
25. Hector apprend qu’il n’est pas idiot
26. Hector apprend à mesurer le bonheur
27. Hector ne va pas sur Mars
28. Hector assiste à une expérience
29. Hector revient sur ses pas
30. Hector invente le jeu des cinq familles
31. Hector a fait un beau voyage

## Éditions
- Le Voyage d'Hector ou la recherche du bonheur (Broché), paru chez Éditions Odile Jacob, le 21 août 2002
- Le Voyage d'Hector ou la recherche du bonheur (Poche), paru chez Éditions Odile Jacob, le 9 mars 2004
- Publications étrangères: le livre a été publié en une trentaine de langues, avec les plus grands succès en Allemagne (chez Piper Verlag) aux Etats-Unis (Penguin Dooks) et en Corée (Yolimwon)
- En 2014, ce livre a été adapté au cinéma : Hector et la Recherche du bonheur, par Peter Chelsom, avec Simon Pegg, Rosamund Pike, Jean Reno, Stellan Skarsgård, Toni Collette .

## Suites
Le 10 mars 2005, Lelord a publié le livre Hector et les secrets de l'amour, dans lequel il continue à raconter l'histoire d'Hector.
En septembre 2006, le livre  Le nouveau voyage d'Hector à la poursuite du temps qui passe est paru.
En 2010, le livre Petit Hector apprend la vie reprend la suite des aventures d'Hector et de sa famille.
En 2014, Hector veut changer de vie est publié. C'est le cinquième tome des aventures d'Hector.
Un film a été réalisé, et est sorti en 2014 sur la base du premier livre. Hector and the search for happiness, par Peter Chelsom, avec Simon Pegg, Rosamund Pike, Jean Reno, Stellan Skarsgård, Toni Collette. Il n'est pas sorti en salles en France, mais diffusé en DVD et VOD.